# Capobattaglione
Capobattaglione (talvolta scritto anche nelle forme: capo-battaglione; capo battaglione o capo di battaglione) fu un grado militare presente nelle varie armate napoleoniche, come ad esempio l'Esercito del Regno d'Italia. Esso era equivalente a quello di maggiore ma, con la denominazione di “capo di battaglione”, veniva assegnato agli ufficiali di fanteria e genio. Nella scala gerarchica era inferiore a quello di colonnello e precedeva il grado di "capitano in primo".

## Francia

Chef d’escadron(s)
Chef de bataillon
Chef d’escadrille

Il grado di chef de bataillon (capobattaglione) appartiene, con tale denominazione, ad alcune armi dell'esercito francese (e ad alcuni eserciti dell’ex-impero coloniale della Francia).
In particolare, chef de bataillon è utilizzato nella fanteria, nel genio militare e nelle trasmissioni; il grado è corrispondente a quello di commandant nelle altre armi (equivalente a quello di maggiore dell'Esercito Italiano), sebbene esistano anche altre denominazioni particolari (di solito nomi storici retaggio del passato) come ad esempio quella di chef d'escadron nell'artiglieria, nell’arme du train (ossia: arma del treno, cioè logistica) ed alla gendarmeria. Ad ogni modo, nonostante le diverse denominazioni a seconda dell’arma d’appartenenza, il loro codice di corrispondenza tra gli eserciti della NATO è OF-3.